# Бунин, Анатолий Степанович
Анатолий Степанович Бунин (25 января 1936, Свердловск) — советский хоккеист, тренер. Мастер спорта СССР.

## Биография
Воспитанник свердловского хоккея. В сезоне 1952/53 дебютировал в высшей лиге в составе свердловского «Динамо».
В 1955 году переехал в Ленинград на учёбу. Затем в течение 14 лет выступал за ленинградские клубы «Авангард»/«Кировец», «Спартак» и «Динамо» в первой и высшей лигах. Неоднократно входил в топ-10 бомбардиров чемпионата — в сезоне 1955/56 в составе «Авангарда» отличился 22 раза, а в сезоне 1959/60, выступая за «Кировец», забросил 21 шайбу. Всего за карьеру в высшей лиге забросил 100 шайб.
После окончания игровой карьеры работал тренером-преподавателем на кафедре футбола и хоккея Института имени П. Ф. Лесгафта. В начале 1970-х годов недолгое время возглавлял ленинградский клуб первой лиги «Шторм».

## Личная жизнь
Сын Андрей (род. 1968) тоже стал хоккеистом, играл на позиции вратаря за петербургские «Спартак», «Ижорец» и любительские команды. В 2010-е годы — генеральный менеджер ХК «СКА-Серебряные Львы».